# 牧場物語 しあわせの詩
『牧場物語 しあわせの詩』（ぼくじょうものがたり しあわせのうた）は、マーベラスインタラクティブから2005年3月3日に発売されたニンテンドー ゲームキューブ専用のシミュレーションゲームである。牧場物語シリーズ第14作目。

## 概要
往来の牧場物語シリーズと同じく、主人公の牧場を発展させながら村人との交流や結婚をし、生活を充実させていく。主人公は男女どちらかを選択できる。
一年は春夏秋冬の4つの季節からなり、1つの月は30日。ゲーム開始は春の月2日目から。今作には石化した女神さまを元に戻すためにゲーム中に手に入れる「しあわせの音色」を集めるというゲームの目的がある。音色をすべて集めてもその後の牧場生活は可能である。
また、シリーズ初となるライバルが存在する。タイトル画面から遊べるプッチマッチというミニゲームでは最大4人まで対戦ができる。また、「for world」ではライバルと結婚が出来るようになっており、ライバルと結婚すると少しのエンディングが流れてその場でゲーム終了。

## ゲームシステム

### 農業
土地を耕し、種を蒔いて決められた期間水をあげると実がなるのでそれを収穫・出荷する。カブやトマトなどの農作物の他に花、ハーブ、木も育てられる。
土にはランクがあり、やせた土地、ふつうの土地、肥えた土地がある。やせた土地とふつうの土地は肥料を使うと1ランク上の土地にできる。また、自分の土地だけでなく公共の土地にも畑を作れる。作物の種や苗木は春いろ農場で買える。季節ごとに種の福袋がある。ふゆの月はモラの木とハリの木以外の作物は育たない。

### 農作物
指定の月以外に植えても作物は育たない。
はるの月
カブ、ジャガイモ、イチゴ、キャベツ、パンの実、ムーンドロップ草、グリーンハーブ、モラ、ハリ、牧草
なつの月
トマト、トウモロコシ、タマネギ、ココの実、ピンクキャット草、オレンジ、モラ、ハリ、牧草
あきの月
ナス、カボチャ、サツマイモ、ピーマン、ニンジン、ホウレン草、オレンジハーブ、クリ、ブドウ、リンゴ、モラ、ハリ、牧草

### 農具
農具は5種類があり、それぞれにレベルがある。使うほど経験値がたまり、がらくた屋やかじ屋でより性能の高い農具にレベルアップできる。
ハンマー
石、大石、岩を壊せる。
カマ
雑草、枯れ草、牧草を刈り取る。
オノ
枝、切り株、大切り株、大木を切って資材にする。
クワ
自分の土地、公共の土地を耕す。
じょうろ
作物に水をやる。

### 酪農
飼える動物は、ウシ、ヒツジ、ニワトリ、ウマの四種類。動物は青空牧場で売り買いできる。動物を飼育するためには職人小屋に行き飼育小屋を建ててもらわなければならない。動物は世話をするとなかよし度が上がっていき、質の良い酪農品が取れる。
このほかにペットとしてイヌ、ブタがいる。

### 動物
ウシ
価格は3500G。飼い葉を餌とする。寿命は約5年。大人のウシからは毎日ミルクがとれ、なかよし度が上がると質の良いミルクが取れる。おなかが空いている時と妊娠中、子牛の時はミルクは取れない。ミルクはバターとチーズに加工できる。
ヒツジ
価格は2500G。飼い葉を餌とする。寿命は約5年。大人のヒツジからは羊毛が刈り取れる。なかよし度が上がると質の良い羊毛が刈り取れる。毛が生え揃っている時と妊娠中、子羊の時は羊毛じゃ取れない。羊毛は毛糸玉に加工できる。
ニワトリ
価格は1200G。トリのエサを餌とする。寿命は約3年。ニワトリからは毎日タマゴが取れる。なかよし度が上がると質の良いタマゴが取れる。タマゴの時、ヒヨコの時はタマゴが取れない。
ウマ
価格は3200G。飼い葉を餌とする。寿命は無い。酪農品は出さないが、なかよし度が上がると背中に乗って走ることができる。
イヌ
ゲーム開始時にエレンからもらえる。ブラッシングをすると喜ぶ。
ブタ
一定条件を満たすとグルメマンからもらえる。秋と冬にモラの木の下に連れて行くとトリュフが見つかることがある。

### 採集物
野外では植物や木の実などが採れる。中には牧場では手に入らない物もある。
はるの月
ムーンドロップ草、グリーンハーブ、パープルハーブ、ベリーベリーの実、ハチミツ、ハマグリ、サンゴ、キノコ、毒キノコ
なつの月
ピンクキャット草、レッドハーブ、ブルーベリーの実、ハチミツ、ハマグリ、サンゴ、オレンジ、ピリカラの実、キノコ、毒キノコ
あきの月
ブルーミスト草、オレンジハーブ、ハチミツ、トリュフ、ハマグリ、サンゴ、クリ、ブドウ、リンゴ、キノコ、毒キノコ
ふゆの月
トリュフ、サンゴ、キノコ、毒キノコ

### 釣り
川や池、湖や海などでつりざおを使って釣りができる。
つりざおはハンマーなどと同じように経験値があり、それを満たすとがらくた屋やかじ屋でレベルアップできる。
釣りができる場所は、上流、清流、中流、下流、河口、星しずく池、ひだまり湖、浜辺、海岸、近海、外洋の11種類。
そのうち近海と外洋に行くには条件を満たさなければならない。冬は湖が凍ってしまうため、ひだまり湖で釣りができなくなる。
魚の中にはイトウ、シラサキエビ、ジャマイカ、イカプリンス、ゴム長（左）の5種類のヌシが居る。

### 洞窟
花の芽村には2つの洞窟があり、大体どちらも同じような物が採れるが出現率などが違う。
月光の洞くつ
一年中行くことができる。リオン牧場の裏にある。湖の洞くつに比べて鉱石などがよく採れる。
たまに村の住人たちも採掘に来ている。深さは地下100階まで。
湖の洞くつ
ふゆの月にしか行くことができない。ひだまり湖の真ん中にある。月光の洞くつに比べて宝石がよく採れる。
一番下の階には地底湖があり、ヌシが住んでいる。深さは月光の洞くつ同様地下100階まで。

### 料理
作物や酪農品、魚を使って自宅でいろいろな料理ができる。調理器具はがらくた屋で買える他、イベントでオギハラからもらえる。料理は出荷が可能。キッチンを大きくしたい場合は新しく買わなければならない。

### 増築
職人小屋で新しい建物を建てたり、リフォームや移築、取り壊しができる。
新しく建てたりリフォームの場合はそれに見合った資材が必要となってくる。移築には必要ない。資材は取り壊すと数本戻ってくる。
施設
トリ小屋、動物小屋、風車小屋、井戸、水くみ場の5種類。
このうち動物小屋はもう一段階リフォームすることができ、井戸は移築ができない。
家
初めからある本宅の他に別荘を二つ建てられる。リフォームができる。結婚するには本宅をレベル3以上にしてダブルベッドを置かなければならない。本宅の位置はゲーム開始時に3つの地点から選択する。

## 登場人物

### 花の芽村の住人
住人には定住タイプと転居タイプがおり、定住タイプはずっと村に居続けるが、転居タイプは一定の条件によって村へやって来たり出て行ったりする。
しかし、条件を満たすと村から出て行ってもまた戻って来る。登場人物の多くは以前の牧場物語シリーズから採用されている。
主人公
村長が企画したワクワク牧場プランの広告を見てこの村にやって来た。男女どちらも10人の結婚相手候補がいる。

### リオン牧場
初めから村にある。関係者以外立ち入り禁止で、リオンの家の中には入れない。
リオン
リオン牧場の経営者。主人公のライバル。女神さまと知り合いらしく、石化した女神さまを元に戻す決心をする。
負けず嫌いな性格で、あまり人との交流はしたくないようだが、お祭りには必ずと言っていいほど顔を出している。
大好きな物をあげても他の住民とは違って頭の上にハートは出ないが、感謝祭の時にケーキをあげると一瞬嬉しそうな顔をする。

### 村長宅
初めから村にある。
テオドール
花の芽村の村長でマリアの父。段々寂れてきた村に、以前の活気を取り戻すため、ワクワク牧場プランを立案する。定住タイプ。
マリア
テオドールの娘。真面目な性格で町での勉強を終えて村に帰ってきた。定住タイプ。主人公が男の子の場合の結婚相手候補の一人。

### 診療所
初めから村にある。主人公が働きすぎて倒れたらここに運ばれ、入院することになる。
アズマ
花の芽村で唯一の医者。この村の生まれで、町で医学の勉強をした後、村に戻ってきて開業した。定住タイプ。主人公が女の子の場合の結婚相手候補の一人。
マーサ
ジーナの祖母でディアの乳母。医学にも詳しく、診療所でアズマの手伝いをしている。仲良くなると主人公にリュックを作ってくれる。定住タイプ。

### 青空牧場
初めから村にある。ここで動物を売り買いできる。条件を満たすと増築する。
ハンス
エレンの父でブルーのおじ。青空牧場の経営者。酒好き。定住タイプ。
エレン
ハンスの娘でブルーのいとこ。父親と一緒に青空牧場で働いている。主人公にイヌをくれる。しっかり者。定住タイプ。主人公が男の子の場合の結婚相手候補の一人。
ブルー
ハンスの甥でエレンのいとこ。青空牧場の従業員。無口で人付き合いが苦手。定住タイプ。主人公が女の子の場合の結婚相手候補の一人。
カザン
テッサイの孫でティムの兄。青空牧場の従業員。夢は自分の牧場を持つこと。出荷箱の回収もしている。定住タイプ。主人公が女の子の場合の結婚相手候補の一人。

### 春いろ農場
初めから村にある。ここで作物の種や苗木が買える。条件を満たすと増築する。
リーズ
ニーナの母。春いろ農場の経営者。いつもニコニコしている。定住タイプ。
ニーナ
リーズの娘。春いろ農場の従業員。花が好き。定住タイプ。主人公が男の子の場合の結婚相手候補の一人。
バジル
プラントハンター。ふゆの月は植物が無くなるため村から離れるが、はるの月に戻って来る。転居タイプ。主人公が女の子の場合の結婚相手候補の一人。

### がらくた屋
初めから村にある。ここで家具や道具などが買える。条件を満たすと増築する。
マイケル
アンの父。がらくた屋の経営者。リーズに好意を寄せている。定住タイプ。
アン
マイケルの娘。がらくた屋の従業員。物作りが趣味で、発明家を目指している。料理は苦手。定住タイプ。主人公が男の子の場合の結婚相手候補の一人。
ルーン
がらくた屋の従業員。仕事をしながら空いた時間で研究や発明をしている。転居タイプ。主人公が女の子の場合の結婚相手候補の一人。

### 職人小屋
初めから村にある。ここで家具、土地の購入と増築の依頼ができる。条件を満たすと増築する。
ウッド
サラの祖父。職人小屋の経営者。村の建物を管理する一方で、シンとハヤトの面倒も見ている。定住タイプ。
シン
ハヤトの兄でウッドの弟子。弟と違ってにぎやかな性格。釣りが趣味で、休日になると川や海に釣りに行く。定住タイプ。主人公が女の子の場合の結婚相手候補の一人。
ハヤト
シンの弟でウッドの弟子。兄と正反対で、落ち着いた性格。手先が器用。定住タイプ。主人公が女の子の場合の結婚相手候補の一人。

### 療養所
条件を満たすと診療所の隣にできる。
ジーナ
マーサの孫。ディアの身の回りの世話をしている。方向オンチ。定住タイプ。主人公が男の子の場合の結婚相手候補の一人。
ディア
ジーナとマーサが仕える家のお嬢様。仲の悪い両親に嫌気がさして、花の芽村にやってきた。転居タイプ。主人公が男の子の場合の結婚相手候補の一人。

### かじ屋
条件を満たすと職人小屋の近くにできる。ここでアクセサリー加工や、道具の改造ができる。
テッサイ
カザンとティムの祖父。かじ屋の経営者。孫の二人に自分の仕事を引き継いでもらえないため、少し寂しいようだ。定住タイプ。
ティム
カザンの弟でテッサイの孫。冒険家になることが夢。その資金を稼ぐため洞くつで掘った物を売っている。転居タイプ。

### パラダイス・ワイナリー
条件を満たすと青空牧場の近くにできる。条件を満たすと増築する。
ロナルド
メリルの親戚。パラダイス・ワイナリーの経営者。陽気な性格で歌を歌うのが好き。転居タイプ。
ダン
パラダイス・ワイナリーの従業員。女好き。実は責任感のある青年。転居タイプ。主人公が女の子の場合の結婚相手候補の一人。
メリル
ロナルドの親戚。両親を亡くしたショックでほとんど喋らなくなってしまった。転居タイプ。

### カフェキャラウェイ
条件を満たすとがらくた屋の近くにできる。
カール
カフェキャラウェイの経営者。月夜亭でバイトをしたあと、夢だったカフェをオープンした。かなりの童顔。転居タイプ。主人公が女の子の場合の結婚相手候補の一人。
ケティ
カフェキャラウェイのウェイトレス。恋愛話が好きで、いろんな噂を聞きつけてくる。転居タイプ。主人公が男の子の場合の結婚相手候補の一人。

### ハートフル♥ライラ
条件を満たすと花の芽広場の近くにできる。
ライラ
ハートフル♥ライラの経営者。お菓子作りが大好きだが、成功はあまりしない。転居タイプ。主人公が男の子の場合の結婚相手候補の一人。

### 月夜亭
条件を満たすとリオン牧場の隣にできる。条件を満たすと増築する。
ディーン
テリーの息子でイヴの伯父。月夜亭の経営者。皆が安らげる場所を作りたいと思っている。定住タイプ。
イヴ
テリーの孫でディーンの姪。月夜亭の従業員。テリーと一緒に暮らそうと思い、村に来た。転居タイプ。主人公が男の子の場合の結婚相手候補の一人。

### オギハラ工房
条件を満たすと青空牧場の近くにできる。
オギハラ
陶芸家。仲良くなるとつぼがもらえる。定住タイプ。

### とまり木の宿
条件を満たすと春いろ農場の近くにできる。条件を満たすと増築する。
ウェン
サラの叔父。とまり木の宿の経営者。お客との家族的な絆を大事にしている。定住タイプ。
サラ
ウェンの姪。とまり木の宿の従業員。勝ち気な性格で趣味は乗馬。転居タイプ。主人公が男の子の場合の結婚相手候補の一人。

#### その他
レイフ
釣りをしながら各地を歩いてきた青年。花の芽村近辺にいるというヌシを釣り上げるため村に留まる。転居タイプ。主人公が女の子の場合の結婚相手候補の一人。
ヘンリー
旅の画家。花の芽村に立ち寄った時に村の様子を気に入ってずっと村に留まっている。転居タイプ。
テリー
ディーンの父でイヴの祖父。野生動物を保護するため山で暮らしている。転居タイプ。
グルメマン
美味しい物を食べるためにならどこでも現われる人物。グルメなイベントの前後数日間だけ宿に泊まる。
ナミ
テレビで天気予報のお姉さんをしている。いろんな場所を旅しており、夏の月だけ村に訪れる。
女神さま
主人公が村に来る一年前に人間が感謝の心や女神さまの存在を忘れてしまったため、石になってしまった。しあわせの音色を集めることで元の姿に戻る。
コロボックル
女神さまに仕える精霊。花の芽村では主人公とリオンにしか姿が見えない。石になった女神さまを元に戻すため、主人公に助けを求めてくる。

## 出演声優
出典はエンディングのスタッフロールによる。キャラクター名はクレジットされていない。
- 石塚堅
- 泉久美子
- 笹川亜矢奈
- 中尾良平
- 樋口あかり
- 平井啓二
- 桃森すもも
- 保村真

## for ワールド
『牧場物語 しあわせの詩 for ワールド』は、2005年11月10日に発売されたゲームキューブ専用のシミュレーションゲームである。
『牧場物語 しあわせの詩』のマイナーバージョンアップ版となるこの作品では、ライバルキャラクターであるリオンとの結婚が可能になった。これは、ライバルのクールな性格が受け、『しあわせの詩』を遊んだユーザーから「ライバルと結婚できないのか」という多数の問い合わせがあったため取り入れられたもの。主人公が男女どちらでも結婚を可能にするため、リオンはプレイヤーと逆の性別になる。
また、ゲームバランスの再調整が行なわれており、冷蔵庫や家具の収納数が増加している。